# Rosa Schapire
Rosa Schapire (Brodi, antiga ciutat de l'Imperi austrohongarès, a Galítsia, 9 de setembre de 1874 - Londres, 1 de febrer de 1954) va ser una historiadora de l'art, col·leccionista, escriptora i traductora. Així mateix, va ser una de les primeres dones a Alemanya que es va doctorar en la disciplina d'història de l'art. Acadèmica, mecenes, crítica d'art, les contribucions de Schapire al món de l'art inclouen ressenyes, crítiques, traduccions, mecenatge i una gran col·lecció d'obres expressionistes alemanyes llegada a diversos museus.
A més de fer costat a artistes pertanyents al grup expressionista Die Brücke, Rosa Schapire va promocionar especialment Karl Schmidt-Rottluff, l'obra del qual va col·leccionar des que era molt jove, i que va ser un dels seus amics més íntims.

## Biografia

### Joventut i formació
Rosa Schapire va néixer a la Galitsia Oriental (ara Ucraïna) en el si d'una família jueva adinerada. Va créixer amb quatre germanes a Brody, on la majoria de la població era jueva, en aquella època. Va ser educada en tres idiomes (polonès, alemany i francès) i creia que estava cridada per a l'internacionalisme «per naixement, educació i destinació vital». La seva germana petita, Anna Schapire-Neurath, era escriptora i estava casada amb l'economista i filòsof austríac Otto Neurath.
Rosa Schapire es va interessar des de jove per l'art modern i contemporani i va estudiar història de l'art a la Universitat de Zuric, la Universitat de Leipzig, la Universitat Humboldt de Berlín i la Universitat de Heidelberg. Ja al 1897 va publicar l'assaig Ein Wort zur Frauenemanzipation [Unes paraules sobre l'emancipació de la dona] en el periòdic Sozialistische Monatshefte [Quaderns mensuals socialistes]. En aquest text es distanciava del moviment feminista burgès, que, segons ella, es limitava a exigir «el desenvolupament de tipus d'ocupació nous per a les dones, la separació dels béns conjugals i l'ampliació dels drets de la mare». Va contrastar aquestes reivindicacions amb la situació de les dones proletàries i va declarar que «la solució de la qüestió femenina només és possible en una societat en la qual l'ésser humà posseeixi el treball i no el treball a l'ésser humà». Va arribar a la següent conclusió: «Només en un Estat socialista, lliure de qualsevol prejudici intern o extern, amb les seves pròpies normes morals com a barrera, serà possible que les dones esdevinguin éssers humans lliures, que puguin donar lliurement el seu amor a l'home de la seva elecció i que facin el salt del regne de la necessitat al regne de la llibertat». El 1901 va escriure un assaig sobre el llavors controvertit pintor suís Ferdinand Hodler i el 1903 va publicar un article sobre les galeries privades d'Hamburg en el periòdic Frankfurter Zeitung.
L'any 1904 va acabar el doctorat a la Universitat de Heidelberg. Malgrat la seva preferència per l'art contemporani, per «un prudent respecte» cap als catedràtics de la seva universitat, va escriure la seva tesi doctoral sobre el pintor d'arquitectura i paisatge de Frankfurt Ernst Morgenstern (1738-1819). Abans de la Primera Guerra Mundial, va començar a revitalitzar l'obra del pintor i il·lustrador d'Hamburg Hans Speckter.

## Vida professional

### Hamburg
Al 1905 Schapire es va traslladar a Hamburg. El mateix any l'editorial Piper va publicar la seva traducció del francès de l'obra Fragments d´un journal intime (1882-1884), extractes del diari de l'escriptor i filòsof suís Henri-Frédéric Amiel. Va traduir obres a l'alemany del novel·lista francès Honoré de Balzac, la novel·la El doctor Pascal, d'Émile Zola, així com escrits de l'àmbit de les Belles arts del polonès a l'alemany. El 1906, en el número de març de la revista Monatshefte der kunstwissenschaftlichen Literatur [Revistes mensuals de literatura artístico-científica], en el capítol dedicat a l'art neerlandès, va ressenyar el llibre de l'autora Johanna de Jongh Die holländische Landschaftsmalerei [Pintura de paisatge holandesa], que havia estat publicat en traducció alemanya l'any anterior.

### La connexió amb el grup Die Brücke

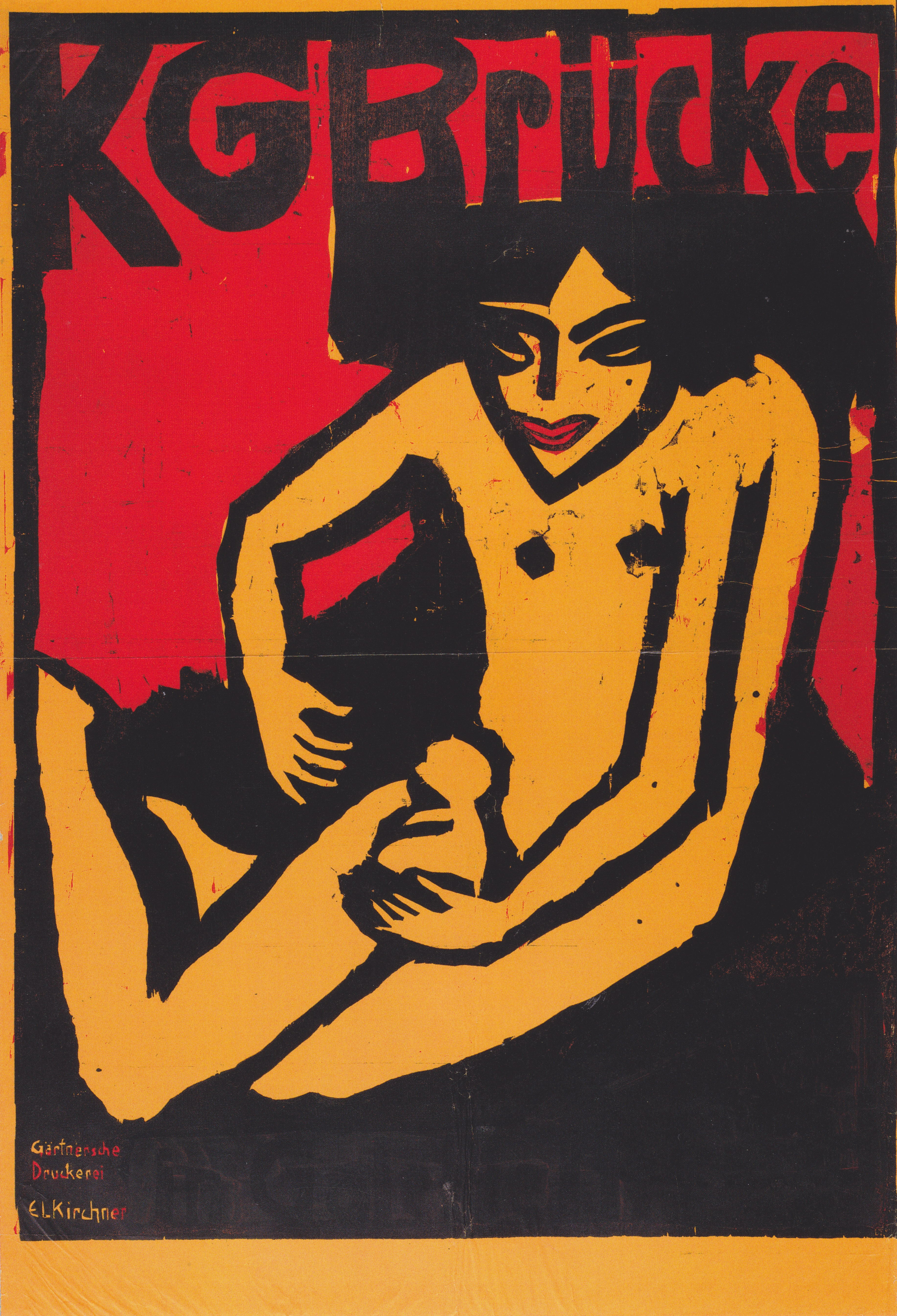
Ernst Ludwig Kirchner - KG Brücke

Rosa Schapire va conèixer els artistes del grup Die Brücke, fundat a Dresden el 1905, i al juny de 1907 es va incorporar al grup com a membre passiva. El 1908 va conèixer personalment Schmidt-Rottluff, un dels fundadors, va travar-hi gran amistat i es va convertir en la seva promotora.
Va mantenir correspondència intensa amb els membres del grup. La seva col·lecció conserva més de cent de les postals que els artistes van crear, entre les quals una de Schmidt-Rottluff i Max Pechstein de l'any 1910 enviada des de Berlín a l'«estimada senyoreta Schapire». Una postal de Schmidt-Rottluff del mateix any representa Rosa Schapire com una dona en el sofà. Una altra de 1911, pintada per Ernst Ludwig Kirchner i signada per Max Pechstein i Otto Mueller, va ser subhastada per 38.000 marcs alemanys a Munic el 1987. Per al seu 50è aniversari, al 1924, Schapire va rebre vuit postals pintades pels artistes de Die Brücke. Ara es troben en diversos museus i van ser exhibides juntes en el Museu d'Arts i Oficis d'Hamburg el 2009.

### Promotora de Schmidt-Rottluff
A principis de 1911, Rosa Schapire va organitzar la primera exposició individual de les obres de Schmidt-Rottluff a Hamburg a la Galeria Commeter. El 1924 Schapire va publicar l'escrit titulat Obra gràfica de Karl Schmidt-Rottluff fins a 1923, que va ser reeditada el 1965. El 1929 va escriure el prefaci del catàleg de l'exposició Schmidt-Rottluff en l'associació Chemnitzer Kunsthütte. Schmidt-Rottluff va moblar el pis de Rosa Schapire a Hamburg, on vivia des de 1908, i també va construir-li mobles. De la mateixa manera va dissenyar roba i joies per a ella.
Schmidt-Rottluff va fer una sèrie de retrats de Rosa Schapire. Un retrat de 1911 es pot veure en el Museu Brücke de Berlín. El Retrat de Rosa Schapire, una pintura a l'oli de 1919, així com Frau mit Tasche [Senyora amb bossa, 1915] i Zwei Frauen [Dues dones, 1912] es troben a la Tate Gallery de Londres. El 1923 Schmidt-Rottluff va retratar-la en la xilografia Frauenkopf R. S.
Schapire va comprar moltes de les seves obres, entre les quals pintures a l'oli, escultures de fusta, aquarel·les, així com els seus gravats.

### Editora de premsa
En 1916, va fundar amb Ida Dehmel la Frauenbund zur Förderung deutscher bildender Kunst [Associació de Dones per a la Promoció de les Belles arts Alemanyes]. Entre 1919 i 1920 va publicar, juntament amb Wilhelm Niemeyer, la revista d'art expressionista Die Giri Erde [La Terra Vermella]. També amb Wilhelm Niemeyer va fundar el 1920 la Kunstbund Hamburg [Escola de Belles arts d'Hamburg] i va publicar la revista d'art Kündung en 1920/1921, que incloïa gravats en fusta originals d'autors com l En 1931 va ser una de les membres fundadores del primer Club Zonta alemany.

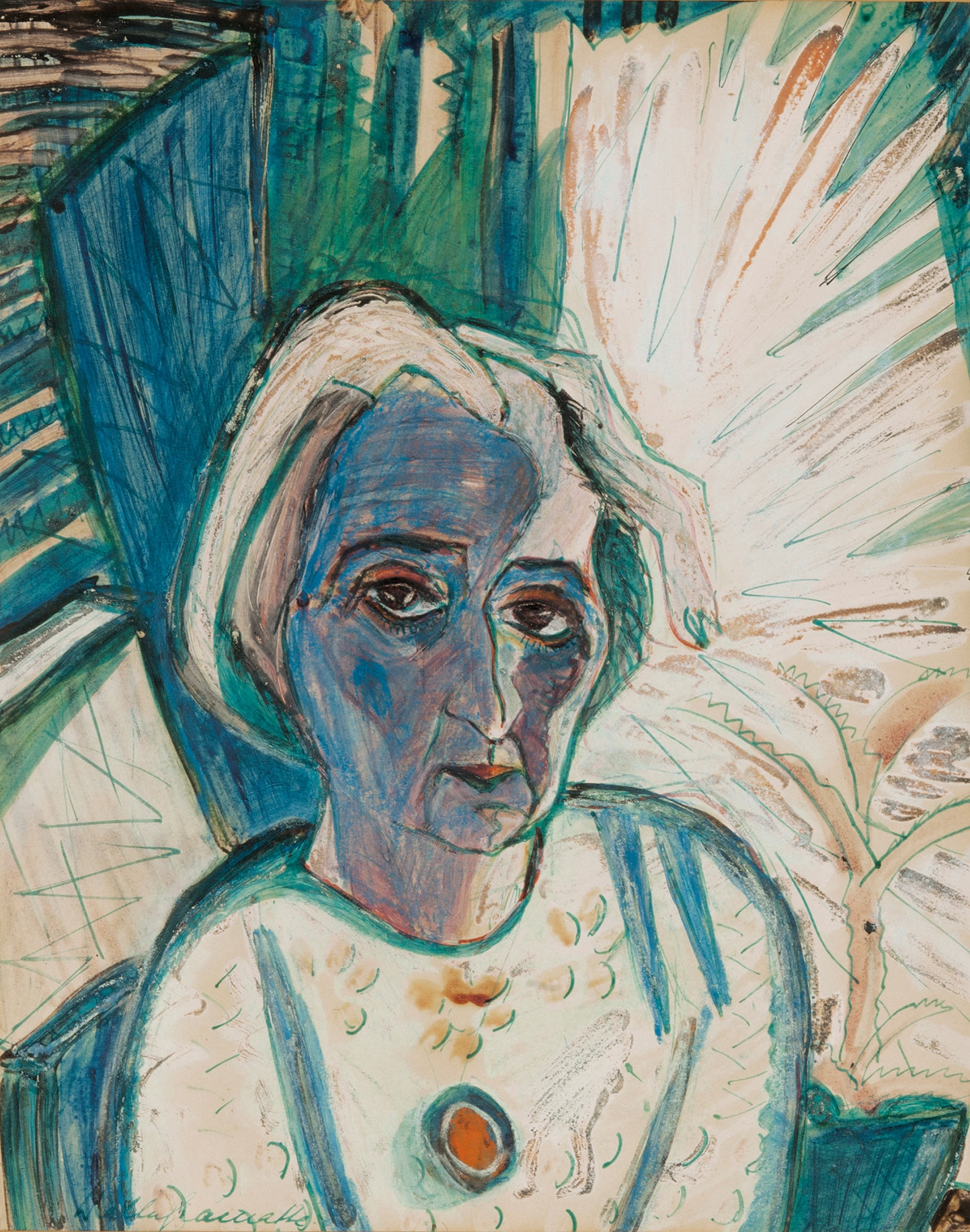
Walter Gramatté. Rosa Schapire, 1920

### Mecenes
Schapire va mantenir amistat per poc temps amb Emil Nolde. Va escriure dos assajos sobre ell i va pronunciar el discurs inaugural d'una exposició d'aquest autor a Hamburg el 1908. .
Va fer costat al pintor i artista gràfic Willem Grimm, que va arribar a Hamburg el 1924. Va mantenir estrets contactes amb la Secessió d'Hamburg, de la qual era membre literària des de 1919, i així donà suport a artistes com Walter Gramatté, Franz Radziwill i Rolf Nesch.

### Traductora
Com a traductora, va traduir obres literàries i d'història de l'art del francès i polonès a l'alemany.

## Ostracisme i exili
Després de l'ascens al poder dels nacionalsocialistes el 1933, Schapire va col·laborar en la Jüdischer Kulturbund Hamburg [Federació Cultural Jueva d'Hamburg] fins a 1939. Els joves artistes als quals va secundar li van agrair el suport amb una vintena de retrats seus.
Arran de la «Exposició d'Art Degenerat» de Munic de 1937, Rosa Schapire va ser posada sota arrest domiciliari en el seu pis d'Hamburg. Només podia publicar amb un pseudònim i va emigrar a Gran Bretanya el 1939, poc abans del començament de la Segona Guerra Mundial. Va arribar a Londres el 18 d'agost de 1939. Havia rescatat d'Alemanya la seva col·lecció Schmidt-Rottluff i les postals d'artistes. La Gestapo va confiscar la seva biblioteca i va subhastar les obres d'art que havia deixat, un total de 86 peces. El seu mobiliari, pintat per Schmidt-Rottluff, va cremar durant un atac aeri durant l'Operació Gomorra al 1943.
En l'exposició d'Hamburg de 2009 es van exhibir en una sala separada documents de l'Arxiu Estatal de la Ciutat Lliure i Hanseàtica d'Hamburg, i mostren que Schapire va haver d'inventariar tots els estris del seu pis, donar compte dels seus ingressos abans d'«abandonar el país», que els articles domèstics inventariats van ser subhastats i que la sol·licitud de Schapire per a la restitució dels seus béns des del seu exili a Londres no es va decidir fins a finals de la dècada de 1950, després de la seva mort, malgrat que havia donat a conèixer la seva precària situació.
Durant la seva estada a Londres, Rosa Schapire es guanyava la vida traduint. Schapire portava una vida modesta en una habitació pròxima a la Tate Gallery, on treballava com a voluntària i emprengué una actiud decidida de lluita política contra el feixisme. A partir de 1950 va treballar en una monografia de Maria von Heider-Schweinitz (1894-1974), que mai va arribar a acabar. Schapire va donar la seva última conferència el 1953 sobre l'exposició de les obres de Schmidt-Rottluff a Leicester, en la qual es van exposar, entre altres obres, 40 xilografies procedents de la seva col·lecció.
A partir de 1947 va viure de les seves col·laboracions en revistes com Architectural Review, Eidos i Connoisseur i treballant com a corresponsal de Londres i revisora de llibres de l'editorial Die Weltkunst
A més de la Tate Gallery de Londres, va llegar la major part de la seva col·lecció, que incloïa 600 obres gràfiques, als museus alemanys de Mannheim, Berlín, Altona, Hamburg i Colònia, amb els quals havia estat en contacte després del final de la Segona Guerra Mundial. Va donar la seva col·lecció de postals i gravats al Museu de Tel-Aviv (Israel) i a les Galeries d'Art dels Museus de Leicestershire (Gran Bretanya). La seva correspondència amb Franz Marc es troba en els arxius del Museu Nacional Germànic de Nuremberg des de 2005.

## Retrats de Rosa Schapire
- Schmidt-Rottluff va pintar Frau am Tisch (Rosa Schapire) amb aquarel·la i tinta el 1909. Aquesta obra i el llenç de 1911 Bildnis Rosa Schapire pintat a l'oli es troben actualment al Museu Brücke de Berlín.
- Schmidt-Rottluff va pintar el quadre Frau mit Handtasche o Dona amb Bossa el 1915. Aquest quadre va ser donat a la Tate Gallery de Londres el 1950.[9]
- Schmidt-Rottluff també va fer el Retrat de Rosa Schapire en oli sobre tela el 1919, que es troba a la Tate Gallery de Londres.[10]
- Walter Gramatté va pintar Rosa Schapire asseguda en una cadira en una posa pensativa en 1920, i aquest quadre és actualment propietat de l'Alte Nationalgalerie de Berlín.
- Rolf Nesch la pintà en un gravat de 1931.[11]
- Als anys 1945/1946 va conèixer al pintor expressionista Ludwig Meidner, que la va retratar en quatre quaderns de dibuix (catàleg PR 34-27 a 30).

## Reconeixement i memòria
En 1958 Gerhard Wietek va publicar l'obra Maler der Brücke - Farbige Kartengrüße an Rosa Schapire von Erich Heckel, Ernst Ludwig Kirchner, Max Pechstein, Karl Schmidt-Rottluff [Pintors de Die Brücke - Postals de colors per a Rosa Schapire de Erich Heckel, Ernst Ludwig Kirchner, Max Pechstein, Karl Schmidt-Rottluff] en l'editorial Insel-Bücherei.
El 1990 es va presentar en Mannheim l'exposició Brücke an der Dr. Rosa Schapire [Puente a la Dra. Rosa Schapire], en la qual es van exposar postals dirigides a Rosa Schapire per artistes d'aquest moviment.
La ciutat hanseàtica d'Hamburg va donar el seu nom al carrer Rosa-Schapire-Weg a Bergedorf.
L'agost de 2009, una àmplia exposició sobre Schapire va obrir les portes per primera vegada en el Museu d'Arts i Oficis d'Hamburg. En l'exposició titulada Rosa. Eigenartig grün. Rosa Schapire und die Expressionisten [Rosa. Verd Peculiar. Rosa Schapire i els expressionistes], es va traçar la seva trajectòria com a científica; es van exposar quadres de la seva col·lecció, documents, fotografies, postals que li van enviar diferents artistes, retrats de Schapire, gravats dels artistes del moviment Die Brücke i una vista virtual al saló de Schapire a Hamburg-Uhlenhorst moblat per Schmidt-Rottluff. L'exposició va ser comissariada per Leonie Beiersdorf i dissenyada pel dissenyador muniquès Holger Wallat.
En 2016, la fundació Freunden der Kunsthalle e. V. [Amics del Saló d'Art] va crear el Premi Belles Arts Rosa Schapire, dotat amb 20 000 euros. «L'objectiu és honorar una personalitat artística l'obra de la qual sigui adequada per a enriquir i mantenir viu un museu de gran tradició i tendència com la Hamburger Kunsthalle». Des d'aleshores s'ha concedit al premi a artistes com Dan Perjovschi (2016), Ana Jotta (2017), Natalia Ll (2018), Tatiana Trouvé (2019), Kathleen Ryan (2020)...

## Obra publicada
- Johann Ludwig Ernst Morgenstern - Ein Beitrag zu Frankfurts Kunstgeschichte im 18. Jahrhundert [Una contribució a la història de l'art de Frankfurt en el segle xviii]. Heitz, Estrasburg 1904.
- Karl Schmidt-Rottluffs graphisches Werk bis 1923 [Obra gràfica de Karl Schmidt-Rottluff fins a 1923]. Euphorion Verlag, Berlín 1924.
- Hans Speckter – ein Hamburger Maler 1848–1888 [Hans Speckter - un pintor d'Hamburg 1848-1888]. Saucke, Wienhausen 2004 (nova edició).

## Traduccions
- Henri-Frédéric Amiel: Fragments d'un journal intime (1882–1884) (1905)
- Kazimierz Chledowski: Das Italien des Rokoko (1915)
- Kazimierz Chledowski: Der Hof von Ferrara (1919)
- Honoré de Balzac: Vater Goriot (1923)
- Honoré de Balzac: Pierette (1924)
- Émile Zola: Doktor Pascal (1924)
- Camille Mauclair: Florenz (1924)
- Honoré de Balzac: Der Ehekontrakt (1925)
- Honoré de Balzac: Sarrasine (1925)
- Émile Zola: Seine Exzellenz Eugen Rougon.(1928)